# Hallsville, Missouri
Hallsville är en ort i Boone County i Missouri.  Vid 2010 års folkräkning hade Hallsville 1 491 invånare.